# Shuangliusuo
Shuangliusuo (kinesiska: 双溜索乡, 双溜索) är en socken i Kina. Den ligger i provinsen Sichuan, i den sydvästra delen av landet, omkring 170 kilometer nordväst om provinshuvudstaden Chengdu. Antalet invånare är 2 169. Befolkningen består av 912 kvinnor och 1 257 män. Barn under 15 år utgör 18,0 %, vuxna 15-64 år 75 %, och äldre över 65 år 5,0 %.
Genomsnittlig årsnederbörd är 1 074 millimeter. Den regnigaste månaden är juli, med i genomsnitt 212 mm nederbörd, och den torraste är december, med 7 mm nederbörd.